# Rosbach vor der Höhe
Rosbach vor der Höhe est une municipalité allemande située dans le land de la Hesse et l'arrondissement de Wetterau.

## Personnalités liées à la ville
- Guillaume-Christophe de Hesse-Hombourg (1625-1681), landgrave né à Ober-Rosbach.
- Adolf Strack (1871-1934), homme politique né à Ober-Rosbach.